# Джузеппе Карло Педретті
Джузеппе Карло Педре́тті (італ. Giuseppe Carlo Pedretti; 1694, Болонья —  1770, Болонья) — італійський живописець XVIII століття.

## Роботи
У 1730—1732 роках працював у Львові, де розписав плафони церкви кармелітів. Автор «Портрета воєводи Северина Ржевуського» та ікони із зображенням Йоана з Дуклі перед Богородицею у церкві бернардинців у Львові.